# Luciosoma
Luciosoma Bleeker, 1855 è un genere di pesci d'acqua dolce appartenente alla famiglia Cyprinidae.

## Distribuzione
Provengono dai fiumi dell'Asia.

## Descrizione
Presentano un corpo leggermente appiattito sul dorso, compresso lateralmente e abbastanza allungato, con una colorazione non particolarmente sgargiante. La specie di dimensioni maggiori è Luciosoma setigerum, che raggiunge i 26.5 cm.

## Tassonomia
In questo genere sono riconosciute 5 specie:
- Luciosoma bleekeri (Steindachner, 1878)
- Luciosoma pellegrinii (Popta, 1905)
- Luciosoma setigerum (Valenciennes, 1842)
- Luciosoma spilopleura Bleeker, 1855
- Luciosoma trinema (Bleeker, 1852)